# Datsik

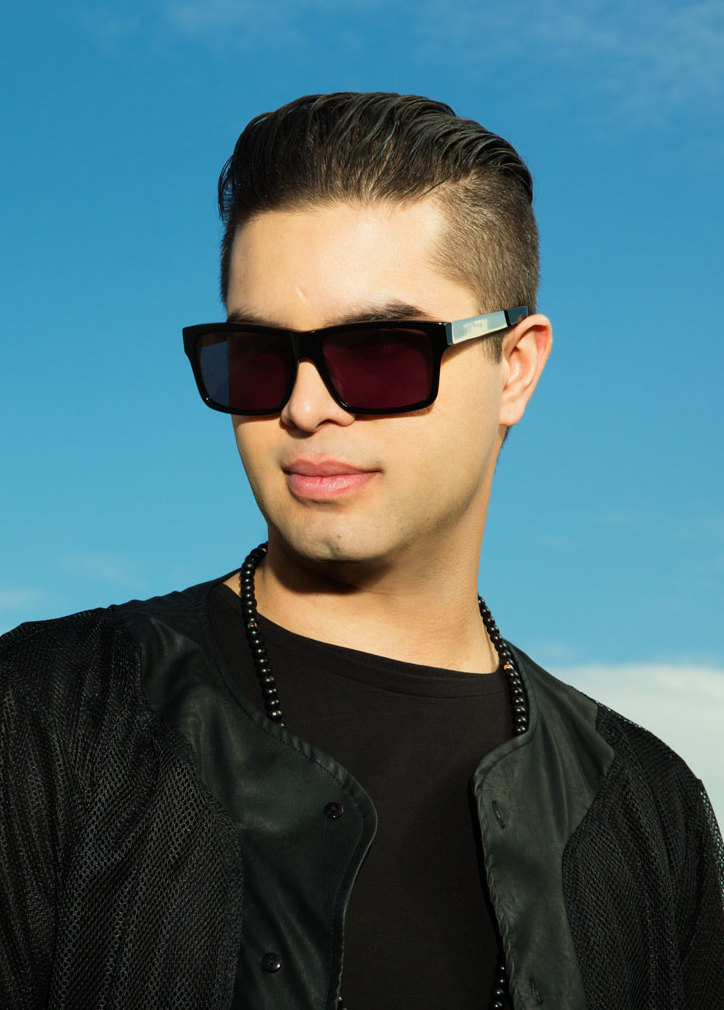
Datsik

Datsik is de artiestennaam van de Canadese dubstepproducer Troy Beetles. Hij maakt dubstep met industriële invloeden.
Beetles maakte aanvankelijk hiphop maar nadat hij op het festival Shambala in Salmo (Brits-Columbia) kennismaakte met dubstep, stapte hij over. Datsik brengt platen uit sinds 2009, onder andere op Rottun Records. Hij stond in één week met 5 nummers in de top 10 downloads van Beatport en bereikte er meermaals de eerste plaats. Op 4 maart 2010 trad hij op in Paradiso tijdens het festival 5 Days Off.
Naast zijn solocarrière werkt hij ook samen met anderen, met name met Excision.